# Seksualna revolucija
Seksualna revolucija (poznata i pod nazivom seksualno oslobođenje) je izraz kojim se opisuju promjene društvenih pogleda i morala u odnosu na seksualnost karakteristične za zapadni svijet tijekom 1960-ih i 1970-ih. U to su doba brojni dotada ignorirani, prešućivani ili odbacivani oblici seksualnosti postali prihvaćeni u društvu kao „normalni”.
To se prvenstveno odnosi na alternative dotadašnjem heteroseksualnom monogamnom braku, odnosno legalizaciju homoseksualnosti, abortusa, kontracepcije, javne golotinje i pornografije.

## Pregled
Fenomeni koji bi se mogli opisati izrazom „seksualna revolucija” su se, u većoj ili manjoj mjeri, događali i u ranijim razdobljima, a sam izraz se prvi put pojavio kasnih 1920-ih. Međutim, danas se izraz gotovo u pravilu odnosi na 1960-e i 1970-e. Pri tome se posebno naglašava da je seksualna revolucija u tom obliku nastala kao posljedica ranijih trendova vezanih uz ekonomiju, politiku, odnosno razvoj nauke i tehnike, te specifičnih demografskih okolnosti u svijetu nakon drugog svjetskog rata.
Kao uzroci, odnosno katalizatori seksualne revolucije često se navodi napredak tehnologije i medicine u 20. stoljeću, uvođenje ženskog prava glasovanja, razvoj novih medija i relativni gospodarski napredak u kome je nova generacija baby boomera tradicionalne društvene norme smatrala prevladanima.
Pri svemu tome valja uzeti u obzir da je seksualna revolucija, s obzirom na različite gospodarske i političke okolnosti, imala različite oblike i različitu naglašenost u različitim zemljama, pa čak i u različitim dijelovima nekih zemalja. Tako se npr. seksualna revolucija u Sjevernoj Europi odigrala uz daleko manje otpora u odnosu na konzervativne zemlje kao što su Španjolska i Italija; u SAD je, pak, trendovi seksualne revolucije brže prihvaćeni u tradicionalno liberalnim sredinama poput San Francisca nego u ruralnom Utahu. Isto tako valja uzeti u obzir i da je prije same revolucije tradicionalni odnos prema seksualnosti, odnosno nekim njenim oblicima, bio „opušteniji” u katoličkim nego protestantskim zemljama i sredinama.
Zakonske, društvene i moralne norme koje su prethodile seksualnoj revoluciji i koje zapravo predstavljaju njenu suprotnost, se obično nazivaju viktorijanski moral ili viktorijanstvo, s obzirom na to da su u svom „najčišćem” i najprepoznatljivijem obliku bile karakteristične za Ujedinjeno Kraljevstvo u 19. stoljeću u doba vladavine kraljice Viktorije.

## Napredak znanosti u 20. stoljeću
Jedan od ključnih preduvjeta za početak seksualne revolucije je dramatičan napredak medicine u 19. i prvoj polovici 20. stoljeća, a koji je svojim dostignućima u velikoj mjeri otklonio zdravstvene rizike koji su dotada služili kao opravdavanje raznih društvenih tabua vezanih uz seksualnost. Tome se može pridodati istovremeni napredak tehnologija, odnosno prirodnih znanosti, koje su potaknule i nove ideje u društvenim znanostima.
jedan od najpoznatijih primjera je Sigmund Freud čije su ideje početkom 20. stoljeća popularizirale koncept seksualnosti, odnosno libida kao korijena sveg ljudskog ponašanja.

### Napredak u borbi protiv spolnih bolesti
Sve do 20. stoljeća je jedan od najozbiljnjih zdravstvenih problema u vodećim zapadnim državama bila široka rasprostranjenost spolno prenosivih bolesti, prije svega sifilisa; njegove teške posljedice i neizlječivost su od strane viktorijanskih moralista bile glavni argument za ograničavanje seksualnosti, bilo da je riječ o osudi promiskuiteta, bilo o mjerama za suzbijanje prostitucije. Moderna medicina je do 1870. uspjela klasificirati njegove simptome, ali do 1910. kada je pronađen salvarsan nije postojala efikasna metoda liječenja. Krajem 1920-ih je, pronađen penicilin, a poslije njega i drugi antibiotici koji se od 1940-ih masovno i uspješno primjenjuju u svrhu liječenja sifilisa, ali i drugih spolno prenosivih bolesti kao što je gonoreja.
Osim napretka na polju medicine i farmakologije zahvaljujući i napretku kemijske industrije dovela je do razvitka materijala za proizvodnju modernih i učinkovitih kondoma, koji su od 1920-ih počinju masovno rabiti kao najučinkovitije sredstvo prevencije spolno prenosivih bolesti.
Do kraja 1970-ih se, zahvaljujući profilaktičkim mjerama, kao i napretku medicine i farmakologije, u zapadnom svijetu počeo proširilo mišljenje kako su spolno prenosivespolno prenosivih bolesti bolesti kao uzročnik smrti ili invaliditeta stvar prošlosti i da u najgorem slučaju predstavljaju sitniju neugodnost koja nikoga ne bi trebala odvratiti od promiskuitetnog životnog stila. Takvi stavovi su se djelomično počeli mijenjati tek početkom 1980-ih s pandemijom AIDS-a.

### Napredak u kontroli rađanja
Uz spolne bolesti, jedan od glavnih argumenata protiv „slobodnog” snošaja u viktorijanskim društvima su bile neželjene trudnoće. One su sa sobom donosile niz problema kako za same trudnice - nepotrebni zdravstveni rizici, gubitak zaposlenja, društvena stigma – tako i za društva, kojima su neželjena djeca donosila nepotreban trošak, bilo neposredno kroz njihovo zbrinjavanje u javnim sirotištima, bilo posredno kroz povećane stope kriminala i drugih oblika društvene patologije. Sve do pojave modernih oblika kontrole rađanja, metoda kojima su se društva nastojala boriti protiv neželjene trudnoće su se svodile na represivne mjere s ciljem da obeshrabre i ograniče seksualnost i njeno upražnjavanje kod „neiskusne” omladine. To se prvenstveno odnosilo na zakonsko sankcioniranje tabua protiv svih oblika seksualnosti izvan tradicionalnih judeokršćanskih normi, a što se pogotovo odnosilo na predbračni snošaj.
Tradicionalni brak kao jedina društveno poželjna alternativa je, pak mogao biti samo djelomično rješenje tog problema, jer su se i bračni parovi također morali suočavati s neželjenim trudnoćama i uz njih vezanim ekonomskim i socijalnim posljedicama. Stoga se u zapadnim društvima još od početka 20. stoljeća počinju postupno uvoditi nove metode kontrole rađanja. Ispočetka u tu svrhu služe dijafragme i kontracepcijska spirale kod žena, odnosno kondomi kod muškaraca. Od 1940-ih, pak, primjena antibiotika u liječenju infekcija počinje postupno otklanjati jedan od glavnih zdravstvenih rizika kod abortusa, učinivši je jednom od popularnih metoda za otklanjanje neželjene trudnoće.
Svi ti trendovi su svoj vrhunac dobili godine 1960. kada je u SAD tamošnja Uprava za hranu i lijekove odobrila uporabu Enovida – prve kontracepcijske tablete. Ona je imala možda najdramatičniji učinak i jedan od najvažnijih katalizatora seksualne revolucije, s obzirom na to da je ženama omogućila da na relativno jednostavan, zdravstveno siguran i diskretan način spriječe neželjene trudnoće, odnosno prakticiraju snošaj neograničen dotadašnjim zdravstvenim obzirima i s njima vezanim društvenim normama. Kontracepcivne tablete su se 1960-ih i 1970-ih proširile po većini zapadnih država, te je to jedan od razloga zašto se za razdoblje seksualne revolucije često rabi i izraz „doba pilule”.

## Društvene promjene pred drugu polovicu 20. stoljeća
Uz napredak tehnologije, važan faktor za početak seksualne revolucije bile su i društvene – političke i kulturne – promjene koje su karakterizirale zapadne zemlje u 20. stoljeću. To se prvenstveno na ubrzani trend urbanizacije, pojavu novih ideologija i društvenih pokreta koji su dovodili u pitanje dotadašnje vrijednosti, tehnologija koja je omogućila nove oblike životnog stila te dva svjetska rata čiji su efekti također pospješili gore navedene trendove.

### Slabljenje tradicionalnih autoriteta
Industrijska revolucija je dovela do intenzivne urbanizacije brojnih zapadnih društava i brojnog doseljenja dotadašnjeg ruralnog stanovništva u nove, brzo rastuće gradove. U velikom broju slučajeva se ispostavilo da za njih nisu prikladni tradicionalni oblici društvene organizacije, karakteristični za male ruralne zajednice, isto kao i na njima temeljeni oblici društvenog morala. U gradovima, pogotovo velikima, pojedinci su se lakše mogli „utopiti u masu”, odnosno ignorirati dotadašnje norme prakticirajući nonkonformističke životne stilove. Razvitak transportne tehnologije, ali i političke promjene u smjeru uklanjanja institucionalne neravnopravnosti među slojevima, omogućili su veću društvenu mobilnost i individualizam.
Sve je to za posljedicu imalo postupno slabljenje i nestanak dotadašnjih autoriteta, bilo da je riječ o religijskim organizacijama ili o državnim institucijama, uključujući školu i vojsku. Od polovice 20. stoljeća one su imale sve manje mogućnosti pojedincima nametati svoje seksualne norme.

### Svjetski ratovi
Slabljenju tradicionalnih autoriteta, ali i dotadašnjih društvenih normi su u mnogome pridonijeli Prvi i Drugi svjetski rat te njihove posljedice na društva vodećih svjetskih zemalja. U njima su se po prvi put rabile masovne vojske uglavnom mladih osoba čija se sklonost prema prakticiranju seksa nije mogla ograničiti tradicionalnim oblicima vojne discipline, a što je od samog početka priznao i samo vojno vodstvo. Tako se korištenje kondoma među općom populacijom proširilo upravo iz vojske čijim su se pripadnicima dijelili kondomi u svrhu zaštite od spolnih bolesti. Vojske tadašnjeg doba su u nastojanju održavanja borbenog morala u pravilu imale daleko tolerantniji stav prema prostituciji i distribuciji pornografskog materijala među njihovim pripadnicima.
U pozadini zemalja zahvaćenim ratom odlazak velikog broja muškaraca u vojsku je naglo otvorio brojna radna mjesta ženama te tako stvorio uvjete da se žene počnu smatrati ravnopravnim muškarcima prvo u političkom, a kasnije i u ekonomskom smislu. Time su se stvorili institucionalni uvjeti da se u godinama iza drugog svjetskog rata počnu odbacivati tradicionalne rodne uloge muškaraca i žena te da se i ženama prizna pravo da sudjeluju kao ravnopravni subjekti u seksualnim odnosima.

### Nove ideologije i društveni pokreti
Uz ekonomske, tehnološke i političke promjene seksualnu revoluciju su pospješile i nove ideologije, pokreti i teorije koje su početkom 20. stoljeća svaka na svoj način, dovodile u pitanje dotadašnji seksualni moral.
Pri tome se najčešće navode lijeve ideologije kao što je marksizam, odnosno autori koji su Freudove ideje pokušali povezati s projektima društvene transformacije na osnovu anarhizma (Otto Gross) ili marksizma (Wilhelm Reich).
U odredenim slučajevima ideološku osnovu buduće seksualne revolucije može pronaći i među fenomenima koji se danas tradicionalno povezuju uz desnicu. Tako se koncept kontrole rađanja u SAD od strane Margaret Sanger temelji na kontroverznom konceptu eugenike, a i pojedini aspekti službene fašističke ideologije 1920-ih i 1930-ih su imali tolerantniji stav prema seksualnosti od dotadašnjih normi (za što kao primjer može poslužiti nacističko promoviranje ženskog promiskuiteta u svrhu rađanja što većeg broja „zdrave arijevske” djece).

### Baby boom generacija
Ključni faktor za početak seksualne revolucije bilo je to da je 1960-ih došlo do sazrijevanje tzv. Baby boom generacije, rođene u godinama neposredno nakon završetka drugog svjetskog rata. U SAD i nekim Zapadnoj Europi je tada došlo do naglog porasta novorođene djece, a sve do 1973. godine i naftnog šoka se u njima bilježio dotada nezapamćeni porast životnog standarda. Kada su baby boomeri sredinom i početkom 1960-ih počeli sticati punoljetnost i postajati koliko-toliko ravnopravni članovi tadašnjih društava, postao je vidljiv oštar generacijski jaz između njih i njihovih roditelja, a koji se prvenstveno očitavao u različitim društvenim vrijednostima. Mladi baby boomeri su odrasli, a da u većini slučajeva nisu iskusili siromaštvo i stradanja koji je njihove roditelje za vrijeme rata i Velike ekonomske krize okrenuo skromnosti, štednji i drugim konzervativnim vrijednostuma. Kod baby boomera je, pak, odrastanje u doba prosperiteta dovelo do odbacivanja tradicionalnih vrijednosti, i prihvaćanja hedonizma u obliku „novih”, „alternativnih” i antiestablishmentskih oblika ispoljavanja seksualnosti i stavova prema tim fenomenima. Brojnost baby boomera je do sredine 1970-ih u mnogim zemljama njihove dotada „revolucionarne” stavove učinilo većinskim i dijelom tzv. srednje struje.

## Manifestacije seksualne revolucije
Iako se početak seksualne revolucije tradicionalno vezuje uz 1960. godinu i SAD, neki od njenih oblika, odnosno manifestacija, datiraju iz ranijih razdoblja, odnosno tek su ih specifične okolnosti 1960-ih dovele pod zajednički nazivnik. Tako se u nekim krugovima početkom seksualne revolucije smatraju godine 1948. i 1953. kada je skupina američkih znanstvenika na čelu s Alfredom Kinseyem objavio znamenite Kinseyejeve izvještaje koji su izazvali senzaciju svojim dovođenjem u pitanje dotada uvriježenih stavova o ljudskoj seksualnosti, odnosno u mnogo čemu legitimirali otvorene rasprave na tu temu. Iste godine je, pak, izašao i prvi broj časopisa Playboy koji je svojim prikazom seksualnosti u mnogo čemu oblikovao općedruštvene stavove u kasnijim desetljećima.

### Stjecanje reproduktivnih prava žena
U gotovo svim zapadnim zemljama je neposredno nakon Drugog svjetskog rata uvedeno žensko pravo glasa, a čime su u najvećem broju slučajeva, ostvareni ciljevi tzv. feminizma prvog vala. Međutim, formalna političko-pravna ravnopravnost je u brojnim slučajevima kaskala za ekonomskom ravnopravnošću, pri čemu se izloženost neželjenim trudnoćama smatrala ozbiljnom, a često i nnepremostivom preprekom za stjecanje posla i napredovanje u karijeri. Stoga se seksualna revolucija vezuje i uz tzv. feminizam drugog vala koji je 1960-ih i 1970-ih inzistirao na konceptu reproduktivnih prava žena, odnosno izbora da odlučuju žele li imati djecu ili ne. Većina zapadnih zemalja je u tom periodu legalizirala razne oblike kontracepcije (prvo za udane, a potom sve ostale žene), a potom i abortusa. Takva reporduktivna prava su za posljedicu imala smanjenje broja neželjenih trudnoća, ali isto tako i neželjenih brakova, pa i pad nataliteta u odnosu na ranija razdoblja.

### Dekriminalizacija alternativnih oblika seksualnosti
U nekim zemljama zapadnog svijeta je viktorijanski moral bio ne samo predmetom društvenih, nego je bio kodificiran i u zakonske norme koje su različita odstupanja od seksualne prakse propisane judeokršćanskim kanonom tretirala kao krivična djela. Tako su se, najčešće pod izrazima kao što su sodomija ili blud sankcionirale razni oblici seksualnih aktivnosti, od homoseksualnosti preko preljuba, pa čak i oralni seks među heteroseksualnim bračnim partnerima. U mnogim zemljama je, pak, nastojanje da se sačuva brak kao temelj viktorijanskog društva dovelo do ozbiljnih zakonodavnih prepreka za razvod, a u nekim zemljama, pogotovo katoličkim, nije postojao građanski brak, a samim time ni mogućnost razvoda.
Iako se trendovi liberalizacije zakonodavstva u odnosu na ljudsku seksualnost mogu bilježiti još od 1940-ih (kada je u Švedskoj dekriminalizirana homoseksualnost), tek od kraja 1960-ih, pod pritiskom baby boomera, ali i zbog spoznaje da se represivni zakoni ne mogu učinkovito primjenjivati, dolazi do njihovog postupno napuštanja. U slučaju homoseksualnosti je početkom 1970-ih tom procesu doprinijelo i napuštanje dotada uvriježenog stava da taj fenomen predstavlja mentalni poremećaj. Nakon Stonewallske pobune, 1969. godine počelo se s osnivanjem većeg broja organizacija za prava gejeva i lezbijki, kao i s otvorenijim radom na promociji prava LBGT osoba. Mnoge države, pak, liberaliziraju svoja zakonodavstva u smislu da se brak u mnogim detaljima izjednačuje s vanbračnim zajednicama. Dotada proskribirana ponašanja vezana uz seks se ili legaliziraju ili dekriminaliziraju, pa tako npr. javna golotinja ili javna seksualna aktivnost prestaje biti krivično djelo protiv „moralnih osnova društva” te se tretira tek kao prekršaj protiv javnog reda i mira.

### Seksualno obrazovanje
Jedna od karakteristika seksualne revolucije bila je i u nastojanju da se radikalni prekid s ranijim, konzervativnim tretmanom seksualnosti iskaže i kroz približavanje dotada tabuizirane seksualnosti široj javnosti. U odnosu na mlađe generacije se počinje javljati koncept tzv. seksualnog odgoja, odnosno nastojanja da djeca i adolescenti već prije samog seksualnog sazrijevanja imaju određena znanja koja bi im mogla pomoći da se suoče s izazovima vlastite seksualnosti. U tome su se uz pedagoge i društvene aktiviste počeli angažirati i prosvjetni radnici, pa se određeni oblici seksualnog odgoja pojavljuju u školama.
Istovremeno se pojavljuje i koncept seksualnog obrazovanja za odrasle, odnosno nastojanja da se i već sazrijelim muškarcima i ženama omogući poboljšati kvaliteta seksualnog života. U tu je svrhu 1960-ih i 1970-ih popularnost stekao koncept seksualnih priručnika, odnosno knjiga koje čitateljima daju niz savjeta kako da poboljšaju svoj seksualni život. Među najpopularnijim priručnicima iz tog rzdoblja se navodi Human Sexual Response para Masters i Johnson iz 1966. te ilustrirani priručnik The Joy of Sex iz 1972. godine.

### Kraj cenzure seksualnog sadržaja u književnosti, umjetnosti i medijima
Iako su erotski sadržaji u većoj ili manjoj mjeri prisutni tijekom cijele povijesti zapadne kulture, u viktorijansko doba su bili predmetom cenzure, pa su tako mnoga književna i umjetnička djela koja su, prema mišljenju viktorijanaca bila „razvratna” i „nemoralna” bila zabranjivana ili objavljivana u „pročišćenom” obliku. Tada se smatralo kako je nastojanje da se očuva javni moral, odnosno djeca i omladina zaštiti od „neprimjerenih” sadržaja važnija od slobode izražavanja. Zbog svega toga su djela erotskog, odnosno eksplicitno seksualnog sadržaja desetljećima postojala u ilegali, odnosno imala status pornografije, bilo da je riječ o književnim djelima, ilustracijama, fotografijama ili filmovima.
1960-ih se u SAD, a u nekim državama još i ranije, bilježi postupno napuštanje cenzure i naglo labavljenje njenih kriterija kada je u pitanju pisana riječ. U SAD se kao ključnim trenucima tog procesa smatraju sudski procesi kojima su između 1965. i 1973. su legalizirane necenzurirane verzije Ljubavnik Lady Chatterley, Jarčeva obratnica i Fanny Hill. U Ujedinjenom Kraljevstvu je Ljubavnik Lady Chatterley legalizirana sudskom presudom 1963. i taj se datum tradicionalno smatra početkom seksualne revolucije u toj zemlji, kao i Burnih šezdesetih.
Puritanski standardi prikaza seksualnosti – bilo implicitne, bilo eksplicitne – su načeti još 1940-ih i 1950-ih. Na filmu se kao svojevrsni početak seksualne navodi 1951. godine kada je švedski redatelj Arne Mattson u filmu Plesala je jedno ljeto snimio scene ženske golotinje, a slijedio ga Ingmar Bergman sa svojim filmom Ljetovanje s Monicom. Godine 1956. je Brigitte Bardot postala jedan od seks simbola svog vremena s filmom I Bog stvori ženu gdje se u jednoj sceni njen lik sunča gola. Nakon toga se postupno golotinja počela postajati „normalni” sadržaj igranih filmova; u SAD, odnosno Hollywoodu, se to dogodilo 1966. kada je napušten dotadašnji represivni Haysov kodeks. Nakon toga su se u igrane filmove počeli uvoditi i muška golotinja, potom simulirani, a u nekim rijetkim slučajevima 1970-ih čak i nesimulirani seks.
Uz taj proces je usporedo tekla postepena legalizacija pornografije. U Danskoj su pornografski sadržaji legalizirani krajem 1960-ih, dok je u drugim zemljama taj proces išao sporije, preko časopisa za muškarce i kabaretskih (striptiz) predstava čija je glavna atrakcija bila ženska golotinja, pa preko sadržaja sa simuliranom seksualnom aktivnošću (tzv. softcore pornografija) do nesimulirane (hardcore) pornografije. Godine 1972. u SAD je prvi put javno prikazan pornografski film Duboko grlo, koji je taj žanr izvukao iz poluilegalnog geta i izazvao veliko zanimanje javnosti, odnosno fenomen poznat kao porno chic.

## Kraj seksualne revolucije
Dio teoretičara smatra kako je seksualna revolucija proces koji, zapravo, nije nikada završio, odnosno traje do današnjeg dana. Drugi teoretičari smatraju da je on, makar u svom najintenzivnijem i najočiglednijem obliku, završio početkom 1980-ih godina. Kao razlozi za korištenje tog datuma se često navodi Reaganova revolucija u SAD i analogni procesi u drugim zemljama koji su doveli do svojevrsne renesanse konzervativizma. Ipak, daleko češći razlog zbog koga je seksualna revolucija prestala jest pandemija AIDS-a, a koja je svoje posljedice imala u daleko negativnijem stavu prema „nesputanoj” seksualnosti, pogotovo kada je u pitanju promiskuitet, u odnosu na 1970-e. Negativnom stavu prema seksualnoj revoluciji i nekim njenim dostignućima u tom periodu su svoj obol dale i radikalne feministkinje, po čijem mišljenju su novostečene seksualne slobode samo jedan od trikova patrijarhata s ciljem da se žene drži u pokornosti. Zbog toga se razdoblje 1980-ih ponekad nazivao i seksualnom kontrarevolucijom.

## Seksualna revolucija u bivšoj Jugoslaviji
Iako SFRJ nije pripadala zapadnom svijetu, u njoj su se 1960-ih i 1970-ih bilježili fenomeni koji se nedvosmisleno mogu opisati kao seksualna revolucija. Kao razlozi za to se mogu navesti nastojanje tadašnjih komunističkih vlasti da svoj režim vlastitoj, ali i zapadnoj, javnosti prikažu kao „opušteniji” odnosno manje rigidan u odnosu na Istočni blok, odnosno da se prilagode turistima iz zapadnih zemalja.
U tom smislu se još u drugoj polovici 1960-ih može bilježiti liberalniji pristup erotskim sadržajima u jugoslavenskim igranim filmovima, uključujući scene ženske golotinje; u svemu tome je možda najdalje otišao Dušan Makavejev godine 1971. s filmom WR: Misterije organizma koji je strpan u bunker manje zbog eskplicitnih scena seksa, a više zbog političkih kontroverzi. S druge strane se u jugoslavenskoj kinematografiji 1970-ih bilježi trend komercijalizacija, pa scene ženske golotinje ili eskplicitnog seksa postaju gotovo obavezni sadržaj jugoslavenskih igranih filmova. U isto vrijeme se u jugoslavenskim kino-dvoranama počinju prikazivati i erotski, odnosno soft core pornografski filmovi, uglavnom iz tadašnje Zapadne Njemačke i Italije.
Početkom 1970-ih u SFRJ počinju izdavati i prvi časopisi za muškarce kao što su zagrebački Start i beogradski Zum reporter. U njima su se, po uzoru na slične časopise na Zapadu, osim erotskih fotografija objavljuju i praktični savjeti o seksu, odnosno erotska književnost.

## Posljedice seksualne revolucije
O posljedicama seksualne revolucije postoje različita mišljenja, s obzirom na različita iskustva u različitim zemljama, kao i na različite ideološke perspektive s kojih se promatraju ti događaji. Ta se mišljenja mogu podijeliti na pozitivna i negativna.
Seksualnu revoluciju obično pozitivno uglavnom ocjenjuju teoretičari lijeve, liberalne ili libertarijanske orijentacije. Pri tome se kao glavni argument navodi da je njome otklonjen posljednja prepreke koje su suvremenim liberalnim demokracijama priječile ostvarenje ideala o slobodi izražavanja, odnosno slobodi pojedinca. Dio teoretičara smatra da su se sa seksualnom revolucijom u većoj mjeri ostvarili i feministički ideali o ravnopravnosti spolova. Nestanak seksualnih tabua se tumači kao otklanjanje bitnog uzroka pojedinačne i kolektivne frustracije u društvu, odnosno fokusiranje pažnje društva na „prave” probleme ekonomske i političke prirode.
Kritičari seksualne revolucije obično dolaze iz konzervativnih krugova, te smatraju kako je ona u mnogo čemu potkopala temelje zapadnog svijeta promovirajući hedonizam, odnosno lagodni život bez odgovornosti. Seksualnoj revoluciji se pripisuje drastičan pad nataliteta i demografska kriza koja suvremene zapadne zemlje čini ranjivim u odnosu na pritiske iz islamskih i država Trećeg svijeta koje kroz seksualnu revoluciju nisu prošle. Dio kritizira seksualnu revoluciju s ljevičarskih, odnosno feminističkih pozicija, smatrajući da je seksualna revolucija samo poslužila učvršćenju establishmenta kroz jeftinu zabavu i žene svela na seksualne objekte.

## Kritika koncepta seksualne revolucije
Seksualna revolucija je već duže vremena kao sam koncept predmet kritika, odnosno osporavanja od strane teoretičara koji smatraju da uopće nije riječ o „posebnom” ili „epohalnom” događaju. Teoretičari koji se oslanjaju na Herberta Marcusea osporavaju revolucionarnost promjena 1960-ih i 1970-ih, smatrajući da je njima zapravo establišment samo sankcionirao „senzualno otpuštanje” kako bi upotpunio porobljavanje na instiktivnoj razini.
Drugi teoretičari, pak, osporavaju seksualnu revoluciju s obzirom na eurocentričnost koncepta, odnosno smatraju kako je riječ tek o jednom od fenomena koji mnogo puta bilježio u svjetskoj historiji.